# Karačin
Karačin (ukrajinsky Карачин, maďarsky Karácsfalva), je vesnice ve Vylocké vesnické komunitě v beherovském okrese Zakarpatské oblasti Ukrajiny.  V roce 2001 zde žilo 389 obyvatel, z toho 83,25 % obyvatel maďarské národnosti. V roce 2003 zde bylo otevřeno Řecko-katolické lyceum Alexandra Stojky s vyučovacím jazykem maďarským.

## Historie
Hlavní verze původu názvu vychází z maďarského Karácsony – vánoční vesnice.
První písemná zmínka o vesnici pochází z roku 1260. Při tatarském vpádu v roce 1717 bylo z obce zajato 52 lidí, z nichž 17 se nevrátilo.  Do Trianonské smlouvy byla obec součástí Uherska, poté byla součástí Československa. Za první československé republiky byla obec vedena pod názvem Karačfalva.

## Osobnosti
- Ivan Zejkan (1690–1739), ruský diplomat a pedagog rusínského původu
- Alexander Stojka, 1932–1943, mukačevský biskup